# Петров, Михаил Георгиевич
Михаил Георгиевич Петров (4 ноября 1917 — 14 ноября 1998) — лётчик-ас, командир эскадрильи 100-го гвардейского истребительного авиационного полка 9-й гвардейской истребительной авиационной дивизии 6-го гвардейского истребительного авиационного корпуса 2-й Воздушной армии, гвардии полковник. Герой России.

## Биография
Родился 22 октября 1917 года в деревне Городилово ныне Рузского района Московской области. Русский. В 1932 году окончил 7 классов школы. Работал токарем на компрессорном заводе «Борец» в Москве.
В армии с ноября 1937 года. В 1938 году окончил Борисоглебскую военную авиационную школу лётчиков. Служил в строевых частях ВВС.
Участник Великой Отечественной войны: в январе 1942-мае 1945 — адъютант, затем командир авиаэскадрильи 45-го истребительного авиационного полка. Воевал на Крымском, Северо-Кавказском, Закавказском, Южном, 4-м, 2-м и 1-м Украинских фронтах. Участвовал в обороне Крыма, битве за Кавказ, в освобождении Кубани, Донбасса и юга Украины, в Ясско-Кишинёвской операции, освобождении Польши, в Берлинской и Пражской операциях.
За время войны совершил 352 боевых вылета на истребителях Як-1 и Р-39 «Аэрокобра», в 80 воздушных боях сбил лично 13 и в составе группы 1 самолёт противника. 9 мая 1942 года был тяжело ранен в воздушном бою, 15 апреля 1943 года получил ожог лица в горящем подбитом самолёте.
За мужество и героизм, проявленные в боях с немецко-фашистскими захватчиками в годы Великой Отечественной войны, Указом Президента Российской Федерации от 27 марта 1996 года полковнику в отставке Петрову Михаилу Георгиевичу присвоено звание Героя Российской Федерации с вручением медали «Золотая Звезда».
После войны продолжал службу в строевых частях ВВС. В 1946 году окончил Краснодарскую высшую офицерскую школу штурманов. Был штурманом полка, дивизии. С 1953 года командовал истребительным авиаполком. В 1958 году окончил Курсы усовершенствования офицерского состава при Военно-воздушной академии. Был назначен 1-м заместителем командира истребительной авиадивизии. Летал на реактивных истребителях МиГ-15, МиГ-17 и МиГ-19. В феврале 1959 года понижен в воинском звании до подполковника, а в декабре 1959 года уволен в запас. Восстановлен в звании полковника в 1961 году.
Жил в Москве. Работал в спортивном отделе Центрального аэроклуба имени В. П. Чкалова. Умер 14 ноября 1998 года. Похоронен на Ваганьковском кладбище в Москве.

## Награды
- Герой Российской Федерации (27.03.1996, медаль № 260).
- 5 орденов Красного Знамени (07.07.1942, 27.04.1943, 04.11.1943, 22.10.1944, 23.01.1957).
- 2 ордена Отечественной войны 1-й степени (05.04.1943, 11.03.1985) и орден Отечественной войны 2-й степени (25.04.1945).
- 3 ордена Красной Звезды (09.09.1942, 22.02.1955, 30.12.1956).
- Медали.
- Военный лётчик 1-го класса.